# San Jose
San Jose (in spagnolo San José, pronuncia inglese: /ˌsæn hoʊˈseɪ/; pron. spagnola [saŋ xoˈse]) è una città degli Stati Uniti d'America situata nello Stato della California.
È il capoluogo della contea di Santa Clara (la più ricca dello Stato) nella Silicon Valley, area della quale è centro economico e politico; con 1 035 317 abitanti al 2017 è, per popolazione, la maggiore della California settentrionale e della San Francisco Bay Area, la terza dello Stato dopo Los Angeles e San Diego e, infine, la decima dell'intera Unione.
Si trova al centro della valle di Santa Clara sulla sponda meridionale della baia di San Francisco e si estende su di una superficie di circa 470 km². Fa parte dell'area statistica combinata di San Jose-San Francisco-Oakland, che assomma circa 16 milioni d'abitanti.

## Storia
Prima dell'arrivo degli spagnoli, l'area intorno a San Jose era abitata dalla tribù degli Ohlone. San Jose è stata fondata il 29 novembre 1777, come Pueblo de San José de Guadalupe, la prima città fondata nelle Californie. Seguendo la conquista della California da parte degli Stati Uniti e la sua susseguente sovranità nel 1850, San Jose divenne la prima capitale dello stato.
Dopo la seconda guerra mondiale, San Jose ha vissuto un boom economico, con una rapida crescita della popolazione e un'annessione aggressiva delle città e delle comunità vicine realizzate negli anni 1950 e 1960. La rapida crescita delle industrie dell'alta tecnologia e dell'elettronica ha ulteriormente accelerato la transizione da centro agricolo ad area metropolitana urbanizzata. I risultati del censimento del 1990 indicavano che San Jose aveva ufficialmente superato San Francisco come città più popolosa della Northern California. Negli anni 1990, San Jose ed il resto della Silicon Valley erano diventati il centro mondiale per l'alta tecnologia e le industrie di internet, diventando così l'economia in più rapida crescita della California.
San Jose è una città globale, notevole come centro di innovazione, per il suo benessere e l'alto costo della vita. La posizione di San Jose all'interno del fiorente settore dell'alta tecnologia, come centro culturale, politico ed economico ha fatto guadagnare alla città il soprannome di "capitale della Silicon Valley". San Jose è una delle città più ricche degli Stati Uniti e del mondo, e ha il terzo PIL pro capite più alto al mondo (dopo Zurigo, Svizzera ed Oslo, Norvegia), secondo il Brookings Institution.
L'area metropolitana di San Jose ha il maggior numero di milionari e la maggior parte dei miliardari negli Stati Uniti pro capite. Con il prezzo medio di una casa di 1085000 $, San Jose ha il mercato immobiliare più costoso del paese e il quinto mercato immobiliare più costoso del mondo, secondo il 2017 Demographia International Housing Affordability Survey.
Le principali società tecnologiche globali tra cui Cisco Systems, eBay, Hewlett Packard Enterprise, Cadence Design Systems, Adobe, PayPal, Brocade, Samsung, Acer e Western Digital mantengono il loro quartier generale a San Jose, nel centro della Silicon Valley.

## Geografia fisica
Secondo lo United States Census Bureau, ha un'area totale di 180,52 mi² (467,54 km²).

## Infrastrutture e trasporti

### Trasporti

#### Strade
- Interstate 280
- Interstate 680
- Interstate 880
- U.S. Route 101
- State Route 17
- State Route 82
- State Route 85
- State Route 87
- State Route 130
- State Route 237

## Società

### Evoluzione demografica
Secondo il censimento del 2017, la popolazione era di 1 035 317 abitanti.

### Etnie e minoranze straniere
Secondo il censimento del 2010, la composizione etnica della città era formata dal 42,8% di bianchi, il 3,2% di afroamericani, lo 0,9% di nativi americani, il 32,0% di asiatici, lo 0,4% di oceaniani, il 15,7% di altre etnie, e il 5,0% di due o più etnie. Ispanici o latinos di qualunque etnia erano il 33,2% della popolazione.

## Sport
- San Jose Sharks nella NHL (hockey su ghiaccio)

- San Jose Earthquakes nella MLS (Calcio)

- Bay Area Panthers nella IFL (Indoor Football)